# Cesonia sincera
Cesonia sincera är en spindelart som beskrevs av Willis J. Gertsch och Stanley B. Mulaik 1936. Cesonia sincera ingår i släktet Cesonia och familjen plattbuksspindlar. Inga underarter finns listade i Catalogue of Life.